# Samara Almeida
Samara Rodrigues de Almeida (nascida em 16 de julho de 1992, na cidade de São Paulo) é uma jogadora de vôlei brasileira. Ela tem 1.84m de altura e joga como receptora-atacante. Ela participou em 24 torneios pela Seleção Brasileira de Voleibol Feminino.

## Clubes
| Clube                         | De        | Até       |
| ----------------------------- | --------- | --------- |
| Barueri Volleyball Club       | 2002-2003 | 2006-2007 |
| Osasco Voleibol Clube         | 2007-2008 | 2008-2009 |
| Clube Desportivo Macaé Sports | 2009-2010 | 2009-2010 |
| Osasco Voleibol Clube         | 2010-2011 | 2012-2013 |
| Esporte Clube Pinheiros       | 2013-2014 | 2013-2014 |
| Osasco Voleibol Clube         | 2014-2015 | 2014-2015 |
| Minas Tênis Clube             | 2015-2016 | 2015-2016 |
| CS Volei Alba Blaj            | 2016-2017 | 2016-2017 |
| VBC Volero Zurique            | 2017-2018 | 2017-2018 |
| Cannes Racing Club            | 2018-2019 | 2018-2019 |
| Vôlei Bérgamo                 | 2019-2020 |           |
| Radomka Radom                 | 2020-2021 |           |

## Prêmios

### Seleção Brasileira
- Campeonato Sul-Americano Sub-18
  - Vencedora: 2008
- Campeonato Mundial Sub 18
  - Vencedora: 2009
- Campeonato Sul-Americano Sub-20
  - Vencedora: 2010
- Copa Pan-Americana
  - Finalista: 2012

### Clubes
- Campeonato Mundial de Clubes de Voleibol Feminino
  - Vainqueur : 2012.
- Campeonato Sul-Americano de Clubes de Voleibol Feminino
  - Vainqueur : 2010, 2011, 2012.
  - Finaliste : 2015.
- Superliga Brasileira de Voleibol Feminino - Série A
  - Vainqueur : 2012.
  - Finaliste : 2011, 2013, 2015.
- Copa Brasil de Voleibol Feminino
  - Finaliste : 2007.
- Campeonato Romeno de Voleibol Feminino - Divisão A1
  - Vainqueur : 2017.
- Copa da Romênia de Voleibol Feminino
  - Finaliste: 2016.
- Campeonato Suíço de Voleibol Feminino - Série A
  - Vainqueur : 2018.
- Campeonato Suíço de Voleibol Feminino
  - Vainqueur : 2018.
- Supercopa Suíça de Voleibol Feminino
  - Vainqueur : 2017.

### Prêmios individuais
- Campeonato Sul-Americano de Voleibol Feminino Sub-18 de 2008: Melhor zagueira
- Campeonato Mundial de Voleibol Sub-18 Feminino de 2009: MVP
- Campeonato Sul-Americano de Voleibol Feminino Sub-20 de 2010: Melhor receptora